# Symfony
Symfony – framework dla aplikacji internetowych napisany w języku PHP bazujący na wzorcu projektowym MVC. Wydany na licencji X11, zaliczany jest do wolnego oprogramowania.

## Cechy Symfony
- Bazuje na wzorcu projektowym MVC
- Programowanie zorientowane obiektowo
- Łatwość w instalacji oraz konfiguracji na większości platform
- Niezależność od systemu bazodanowego
- Zgodność z najlepszymi standardami oraz wzorcami budowy aplikacji internetowych
- Walidacja formularzy i treści
- Zarządzanie sesjami
- Łatwość rozbudowy oraz możliwość integracji z innymi bibliotekami
- Wykorzystanie technologii scaffoldingu.
- Wbudowana internacjonalizacja (i18n)
- Wbudowana ochrona przed atakami CSRF oraz XSS

## Techniczne
Framework Symfony był silnie inspirowany projektem Spring Framework.
Symfony wykorzystuje wiele istniejących projektów open-sourcowych takich jak:
- Doctrine
- PHPUnit
- Twig(inne języki)
- Swift mailer.

Korzysta także z własnych komponentów, które są dostępne w witrynie Symfony Components
- Symfony Yaml
- Symfony Event Dispatcher
- Symfony Dependency Injector.

## Wersje Symfony
| Wersja  | Data wydania  | Koniec wsparcia             | Wersja PHP |
| ------- | ------------- | --------------------------- | ---------- |
| 2.0     | lipiec 2011   | marzec 2013 (20 miesięcy)   | ⩾ 5.3.2    |
| 2.1     | wrzesień 2012 | maj 2013 (9 miesięcy)       | ⩾ 5.3.3    |
| 2.2     | marzec 2013   | listopad 2013 (8 miesięcy)  | ⩾ 5.3.3    |
| 2.3 LTS | maj 2013      | maj 2016 (36 miesięcy)      | ⩾ 5.3.3    |
| 2.4     | listopad 2013 | wrzesień 2014 (10 miesięcy) | ⩾ 5.3.3    |
| 2.5     | maj 2014      | styczeń 2015 (8 miesięcy)   | ⩾ 5.3.3    |
| 2.6     | listopad 2014 | lipiec 2015 (8 miesięcy)    | ⩾ 5.3.3    |
| 2.7 LTS | maj 2015      | maj 2018 (36 miesięcy)      | ⩾ 5.3.9    |
| 2.8 LTS | listopad 2015 | listopad 2018 (36 miesięcy) | ⩾ 5.3.9    |
| 3.0     | listopad 2015 | lipiec 2016 (8 miesięcy)    | ⩾ 5.3.9    |
| 3.1     | maj 2016      | styczeń 2017 (8 miesięcy)   | ⩾ 5.3.9    |
| 3.2     | listopad 2016 | lipiec 2017 (8 miesięcy)    | ⩾ 5.3.9    |
| 3.3     | maj 2017      | styczeń 2018 (8 miesięcy)   | ⩾ 5.3.9    |
| 3.4 LTS | listopad 2017 | listopad 2020 (36 miesięcy) | ⩾ 5.3.9    |
| 4.0     | listopad 2017 | lipiec 2018 (8 miesięcy)    | ⩾ 7.1.3    |
| 4.1     | maj 2018      | styczeń 2019 (8 miesięcy)   | ⩾ 7.1      |
| 4.2     | listopad 2018 | lipiec 2019 (8 miesięcy)    | ⩾ 7.1      |
| 4.3     | maj 2019      | styczeń 2020 (8 miesięcy)   | ⩾ 7.1      |
| 4.4 LTS | listopad 2019 | listopad 2022 (36 miesięcy) | ⩾ 7.1      |
| 5.0     | listopad 2019 | lipiec 2020 (8 miesięcy)    | ⩾ 7.2.5    |
| 5.1     | maj 2020      | styczeń 2021 (8 miesięcy)   | ⩾ 7.2.5    |
| 5.2     | listopad 2020 | lipiec 2021 (8 miesięcy)    | ⩾ 7.2.5    |
| 5.3     | maj 2021      | styczeń 2022 (8 miesięcy)   | ⩾ 7.2.5    |
| 5.4     | listopad 2021 | listopad 2024 (36 miesięcy) | ⩾ 7.2.5    |
| 6.0     | listopad 2021 | lipiec 2022 (8 miesięcy)    | ⩾ 8.0.2    |
| 6.1     | maj 2022      | styczeń 2023 (8 miesięcy)   | ⩾ 8.1.0    |
| 6.2     | listopad 2022 | lipiec 2023 (8 miesięcy)    | ⩾ 8.1.0    |
| 6.3     | maj 2023      | styczeń 2024 (8 miesięcy)   | ⩾ 8.1.0    |
| 6.4     | listopad 2023 | listopad 2026 (36 miesięcy) | ⩾ 8.1.0    |
| 7.0     | listopad 2023 | lipiec 2024 (8 miesięcy)    | ⩾ 8.2.0    |

| Legenda: | Stara wersja | Stara wersja, ale nadal wspierana | Wersja aktualna | Przyszła wersja |